# Монтгомери (округ, Северная Каролина)
Округ Монтгомери (англ. Montgomery County) располагается в США, штате Северная Каролина. По состоянию на 2010 год, численность населения составляла 27 798 человек. Получил своё название по имени ирландского военного и политического деятеля Ричардa Монтгомери.

## География
По данным Бюро переписи США, общая площадь округа равняется 1300 км², из которых 1274 км² суша и 26 км² или 2,00% это водо1мы.

### Соседние округа
- Рандолф (Северная Каролина) — северо-восток
- Мур (Северная Каролина) — восток
- Ричмонд (Северная Каролина) — юг
- Станли (Северная Каролина) — запад
- Дейвидсон (Северная Каролина) — северо-запад

## Демография
По данным переписи населения 2000 года в округе проживает 26 822 жителей в составе 9 848 домашних хозяйств и 7 189 семей. Плотность населения составляет 21 человек на км². На территории округа насчитывается 14 145 жилых строений, при плотности застройки 11 строений на км². Расовый состав населения: белые — 69,07 %, афроамериканцы — 21,84 %, коренные американцы (индейцы) — 0,40 %, азиаты — 1,61 %, гавайцы — 0,04 %, представители других рас — 5,75 %, представители двух или более рас — 1,29 %. Испаноязычные составляли 10,43 % населения.
В составе 31,00 % из общего числа домашних хозяйств проживают дети в возрасте до 18 лет, 55,60 % домашних хозяйств представляют собой супружеские пары проживающие вместе, 12,40 % домашних хозяйств представляют собой одиноких женщин без супруга, 27,00 % домашних хозяйств не имеют отношения к семьям, 24,10 % домашних хозяйств состоят из одного человека, 10,70 % домашних хозяйств состоят из престарелых (65 лет и старше), проживающих в одиночестве. Средний размер домашнего хозяйства составляет 2,61 человека, и средний размер семьи 3,080 человека.
Возрастной состав округа: 24,90 % моложе 18 лет, 9,00 % от 18 до 24, 28,50 % от 25 до 44, 23,60 % от 45 до 64 и 14,00 % от 65 и старше. Средний возраст жителя округа 37 лет. На каждые 100 женщин приходится 102,60 мужчин. На каждые 100 женщин старше 18 лет приходится 100,60 мужчин.
Средний доход на домохозяйство в округе составлял 32 903 USD, на семью — 39 616 USD. Среднестатистический заработок мужчины был 27 832 USD против 21 063 USD для женщины. Доход на душу населения был 16 505 USD. Около 10,90% семей и 15,40% общего населения находились ниже черты бедности, в том числе — 19,50% молодежи (тех кому ещё не исполнилось 18 лет) и 17,80% тех кому было уже больше 65 лет.